# Bobby Almond
Pour les articles homonymes, voir Almond.
Bobby Almond est un footballeur néo-zélandais, né le 16 avril 1951 à Londres. Il évolue au poste de défenseur central du milieu des années 1970 au milieu des années 1980.
Il joue notamment au Christchurch United AFC avec qui il remporte le championnat en 1978. Il compte 28 sélections en équipe de Nouvelle-Zélande et dispute la Coupe du monde 1982 avec la sélection néo-zélandaise.

## Biographie
Bobby Almond commence le football dans les équipes de jeune de Leyton Orient FC puis de Tottenham Hotspur avant d'émigrer en Nouvelle-Zélande à l'âge de 22 ans.
Il rejoint les rangs de Christchurch United AFC en 1976. L'année suivante, il est finaliste de la Coupe puis, remporte, avec ses coéquipiers, le championnat de Nouvelle-Zélande en 1978 puis, termine vice-champion en 1979.
Naturalisé néo-zélandais, Bobby Almond fait ses débuts en équipe nationale contre l'Angleterre B en 1978 puis, connaît sa première sélection officielle, le 13 juin 1979, face à l'Australie, les Néo-Zélandais s'imposent sur le score de un but à zéro. Lors de la campagne de qualification pour la Coupe du monde 1982, il dispute la totalité des 15 rencontres éliminatoires au poste de défenseur central. Il rejoint en 1982 Invercargill Thistle (en) mais ne dispute que 11 rencontres de championnat, que le club finit en position de relégable, en raison des nombreuses rencontres internationales. Le club est relégué en fin de saison.
Sélectionné pour la Coupe du monde 1982, Bobby Almond est vice-capitaine de l'équipe et, dispute les deux premières rencontres face à l’Écosse et le Brésil puis rate le troisième face à l'URSS en raison d'une blessure. Il prend sa retraite internationale à la fin de la compétition.
Il revient en 1983 à Christchurch United AFC où il termine sa carrière en 1986. Après douze ans loin du football, Bobby Almond devient entraîneur de Ferrymead Bays FC tout en travaillant pour l'entreprise Caltex.
Il est le coauteur avec Steve Sumner et Derrick Mansbridge du livre « To Spain the Hard Way », où il retrace son parcours  lors des éliminatoires et de la phase finale de la Coupe du monde.

## Palmarès
- Champion de Nouvelle-Zélande en 1978 avec Christchurch United AFC.
- Vice-champion de Nouvelle-Zélande en 1979 avec Christchurch United AFC.
- Finaliste de la Coupe de Nouvelle-Zélande en 1977 avec Christchurch United AFC.
- Finaliste du Challenge Trophy en 1978 avec Christchurch United AFC.

- 28 sélections avec la Nouvelle-Zélande